# GnuCash
GnuCash is een opensource boekhoudprogramma voor particulieren en kleine bedrijven. Het is een GNOME-programma, maar volgt zijn eigen ontwikkelingsschema.
GnuCash is onderdeel van het GNU Project en draait op Linux, FreeBSD, Solaris, Mac OS X en andere Unixachtige besturingssystemen. Vanaf versie 2.1.0, uitgebracht op 14 april 2007, bestaat er ook een versie voor Microsoft Windows. Er bestaat ook een Androidversie van GnuCash gemaakt door een afzonderlijke ontwikkelaar maar deze versie wordt al sinds 2018 niet meer onderhouden.
Het softwarepakket wordt hoofdzakelijk in C geschreven en een klein deel in Scheme. Als licentie gebruikt het programma de GNU General Public License.

## Mogelijkheden
Naast de gebruikelijke mogelijkheden van boekhoudprogramma's, heeft GnuCash de volgende mogelijkheden:
- Dubbel boekhouden
- Geplande transacties
- Ondersteuning voor afbetalingen voor hypotheken en leningen.
- Boekhoudmogelijkheden voor het mkb
- Importeren vanuit OFX en QIF
- Ondersteuning voor HBCI (standaard niet gecompileerd in verband met een licentieconflict)
- Ondersteuning voor transaction-import matching
- Beperkte ondersteuning voor multi-user SQL
- De mogelijkheid om met verschillende valuta's transacties te plegen
- Overzichten van aandelen en beleggingsfondsen
- Online noteringen van aandelen en beleggingsfondsen

## Taalondersteuning
GnuCash is beschikbaar in een heleboel talen, waaronder Nederlands. De vertaling van nieuwe functies loopt soms iets achter op de Engelse versie.